# Samarský prapor

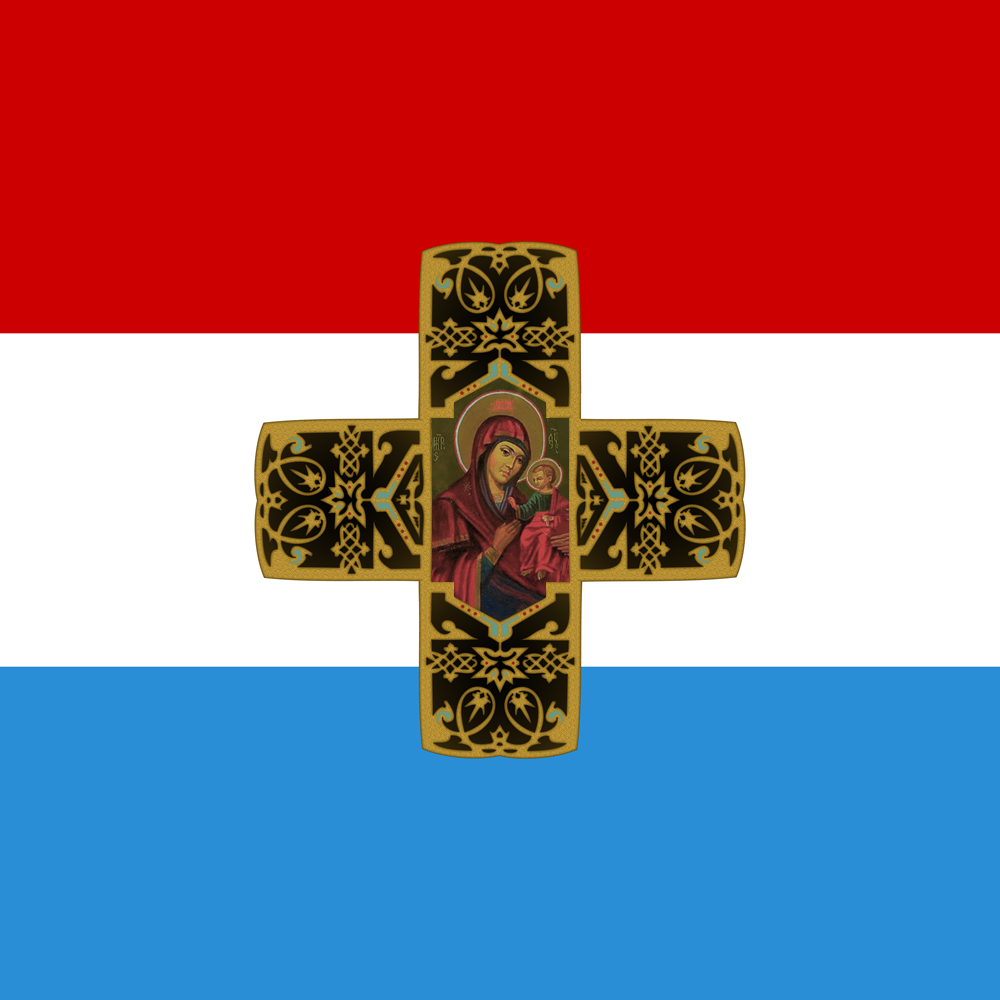
Samarský prapor
Poměr stran: 1:1

Samarský prapor (bulharsky Самарско знаме, Samarsko zname) je jeden ze symbolů ozbrojených sil Bulharska. Plátno, vyšité jeptiškami Iverského ženského monastýru, věnovali v roce 1877 obyvatelé Samary bulharským opolčencům za rusko-turecké války.
Představuje trojbarevný prapor o velikosti 185 × 190 cm, složený ze tří pruhů hedvábí v panslovanských barvách: červené, bílé a modré. Uprostřed plátna je umístěno ve zlatém kříži zobrazení na jedné straně Bohorodice a na té druhé sv. Cyrila a Metoděje, vyšité podle kresby petrohradského malíře Nikolaje Simakova.
Prapor byl předán opolčencům nedaleko Ploješti 18. května 1877. Byl svěřen 3. rotě 3. družiny a zúčastnil se bitev o Jeski-Zagru (dnešní Stara Zagora), Jeni-Zagru (Nova Zagora), průsmyk Šipka a Šejnovo.
Poprvé byl prapor uložen v Radomiru, kde se rozmisťovala 3. družina, než byla demobilizována. Po demobilizaci prapor přestěhoval poslední praporečník družiny Nikola Pavlov Korčev do Varny, prapor zde zůstal až do konce jeho života. Roku 1881 byl prapor převezen do carského paláce v Sofii (dnes Národní umělecká galerie), a byl tam uložen až do roku 1946. Od té doby je prapor uložen v národním muzeu vojenské historie Bulharska v oddělené místnosti, kde se dodržují zvláštní podmínky.
Současné vlajky ruského města Samary a Samarské oblasti, schválené v roce 1998, jsou založeny na barvách Samarského praporu.

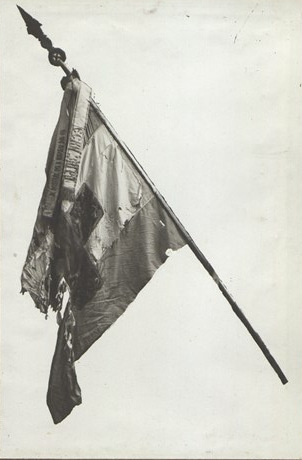
Samarský prapor
Samarský prapor (1911, Jaroslav Věšín)
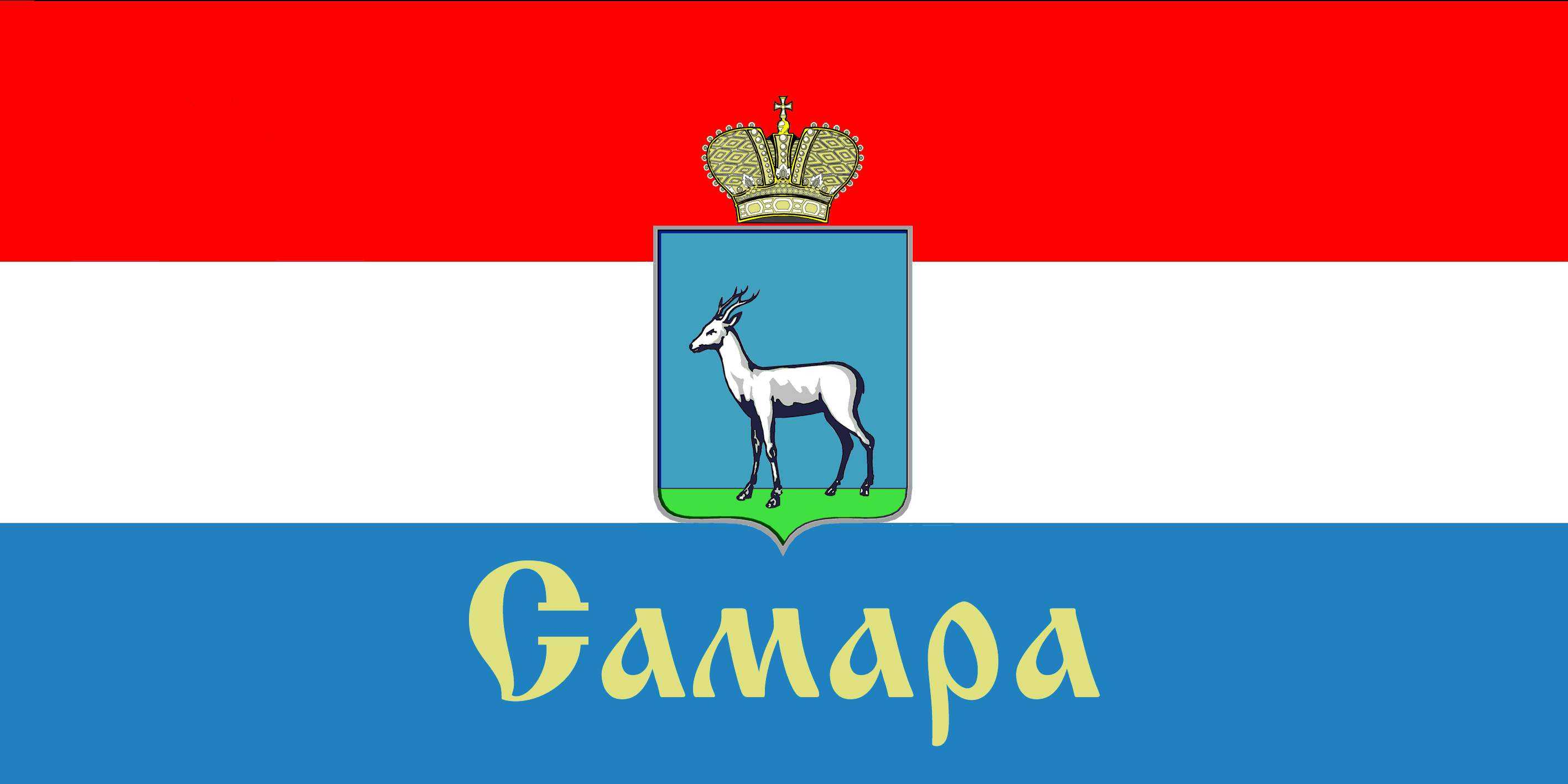
Současná vlajka města Samary
Současná vlajka Samarské oblasti